# Su-1 (航空機)
 Su-1 (I-330) / Су-1 (И-330)
Su-3の模型
- 用途：戦闘機
- 分類：高高度戦闘機
- 設計者： スホーイ設計局
- 製造者：
- 運用者：試作のみ
- 初飛行：1940年6月5日
- 生産数：1機

Su-1（スホーイ1、スホイ1；ロシア語:Су-1スー・アヂーン）は、第二次世界大戦初期にソビエト連邦で開発された試作高高度戦闘機である。I-330(Истребитель И-330)とも呼ばれた。
本項目では改良型の Su-3（スホーイ3、スホイ3；ロシア語:Су-3スー・トリー、I-360(И-330)とも呼ばれる）についても述べる。

## 開発
1939年、スホーイ設計局に高高度戦闘機の開発の指示が出された。これに従って設計されたのが Su-1 で、木製半モノコック構造の胴体とジュラルミン製の主翼を組み合わせた、当時としては標準的な形状の単葉機だった。高高度でのエンジンの出力低下を防ぐため TK-2 と呼ばれるターボチャージャーを2基装備したのが特徴だが、与圧コクピットは備えていなかった。
試作機は1940年5月に完成し、6月15日に A.P. チェルニャフスキーの操縦によって初飛行を果たした。1941年4月まで限定的に行われた飛行試験では高度10000mで641km/hを達成したが、ターボチャージャーは機械的信頼性に乏しく、これを使用しない場合のSu-1の性能は、最初からターボチャージャーを装備しないものとして設計された Yak-1 に敵うものではなかった。
Su-1 の試作2号機は主翼が翼面積の小さいもの（17m2）に変更され、名称も Su-3 と改められた。Su-3 は1941年に完成したが、TK-2 ターボチャージャーの信頼性の問題でプロジェクトが放棄されたため、飛行することは出来なかった。

## 諸元（Su-1）
出典: 
諸元
- 乗員: 1名
- 全長: 8.42 m （27 ft 8 in）
- 全高: 2.71 m （8 ft 11 in）
- 翼幅: 11.50 m（37 ft 9 in）
- 翼面積: 19 m2 （205 ft2）
- 空虚重量: 2495 kg （5500 lb）
- 運用時重量: 2875 kg （6340 lb）
- 動力: クリーモフ M-105P レシプロ液冷V型12気筒、TK-2 ターボチャージャー × 2 付き、820 kW （1100 hp）   × 1

性能
- 最大速度: 640 km/h （400 mph, 345 kt） 高度10,000m
- 航続距離: 720 km （445mi, 390海里）
- 実用上昇限度: 12,500 m （41,010 ft）
- 上昇率: 10,000mまで10.3分 （32,810ftまで10.3分）
- 翼面荷重: 151 kg/m2 （30.9 lb/ft2）
- 馬力荷重（プロペラ）: 0.285 kW/kg （0.383 hp/kg, 0.174hp/lb）

武装
- 固定武装: 20mm ShVAK 機関砲 × 1、7.62mm ShKAS 機関銃 × 2